# Salvadora Medina Onrubia

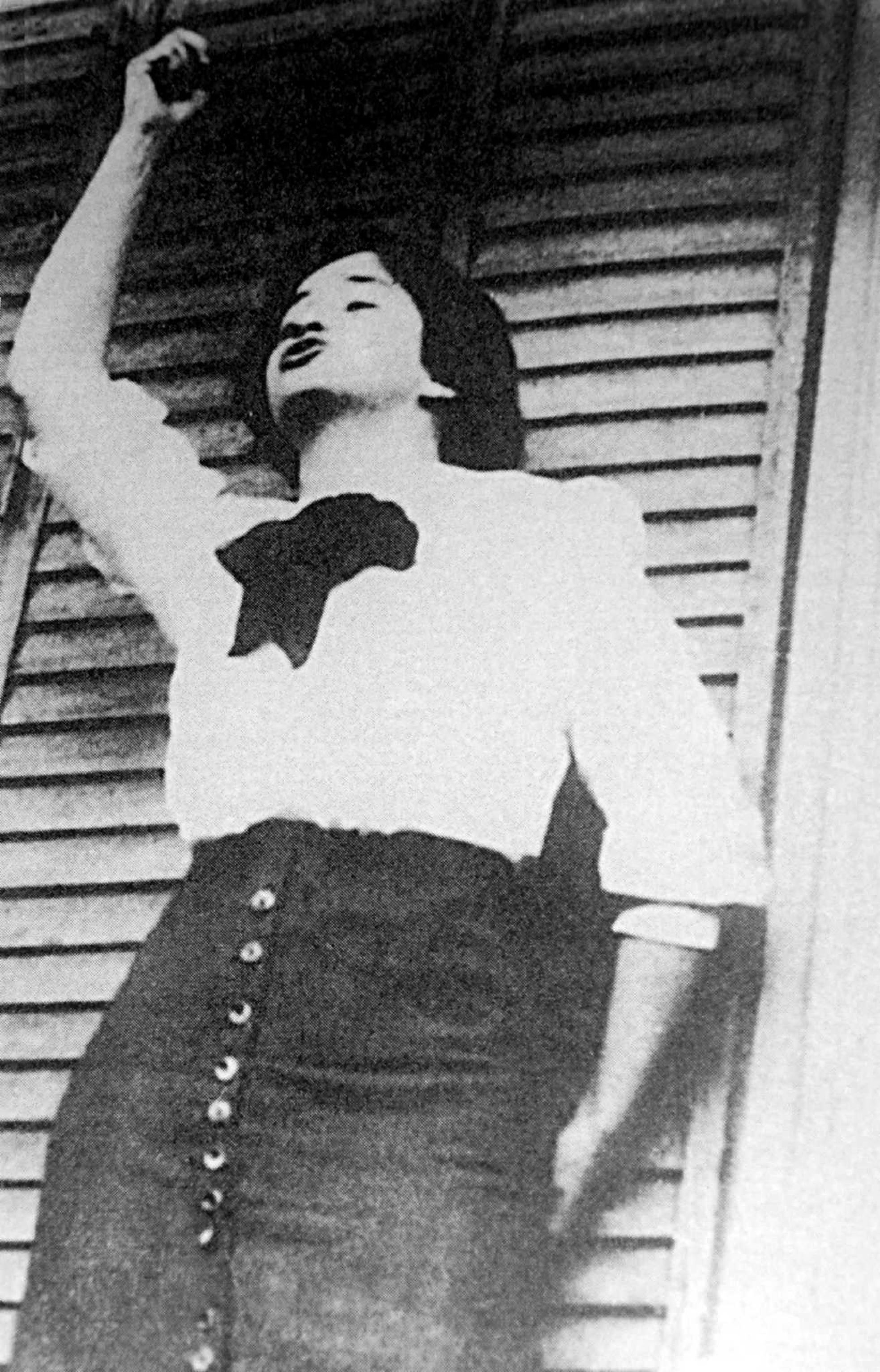
Salvadora Medina Onrubia

Salvadora Carmen Medina Onrubia  (* 23. März 1894 in  La Plata, Argentinien; † 21. Juli 1972 in Buenos Aires, Argentinien) war eine argentinische Schriftstellerin, Frauenrechtlerin und Anarchistin. Sie war die erste Frau, die in Argentinien eine Zeitung leitete.

## Leben und Werk

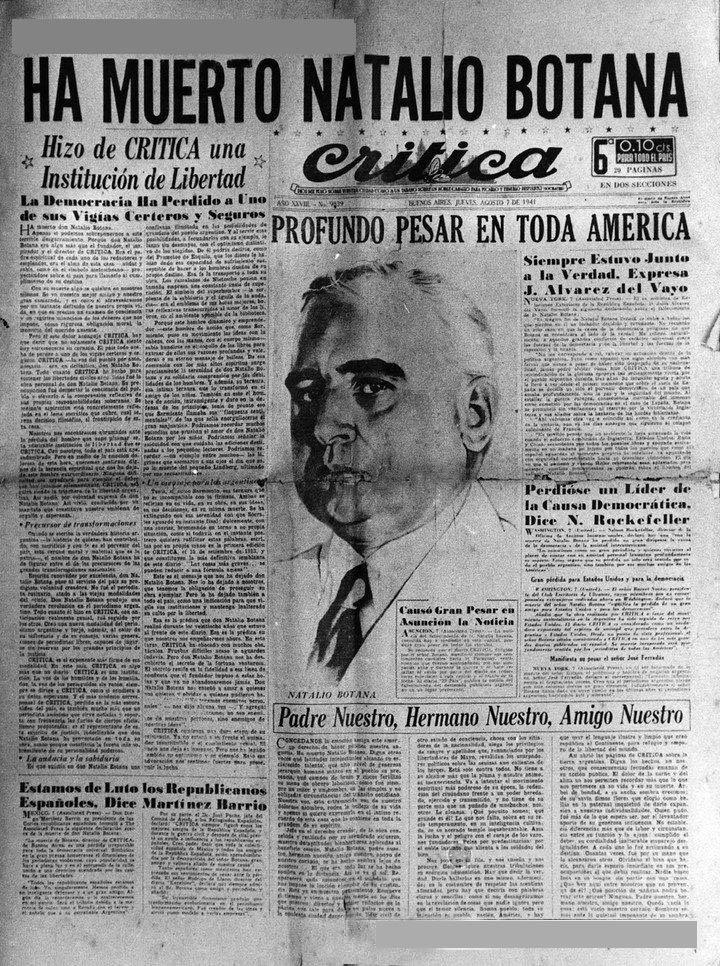
Vorderseite der Zeitschrift Crítica vom 8. August 1941

Onrubia wuchs nach dem Tod ihres Vaters mit ihrer Mutter und Schwester in der Provinz Entre Ríos auf, wo sie von 1910 bis 1913 als Lehrerin tätig war. Sie begann dort als Journalistin für die Zeitschrift Diario de Gualeguay zu arbeiten. 1914 zog sie als alleinerziehende Mutter mit ihrem Sohn Claudio Natalio (genannt Pitón) nach Buenos Aires. Dort wurde sie eine aktive anarchistische Kämpferin und lernte Alfonsina Storni kennen, mit der sie eine lebenslange Freundschaft verband. Im selben Jahr hielt sie vor einer Menschenmenge eine Rede, in der sie die Freilassung des Anarchisten Simón Radowitzky forderte, der den Polizeichef Ramón Lorenzo Falcón ermordet hatte. Sie finanzierte zwei Fluchtversuche und beantragte daraufhin bei dem argentinischen Präsidenten Hipólito Yrigoyen eine Begnadigung.
Bereits 1913 begann sie ihre literarische Tätigkeit in Gualeguay (Entre Ríos) und bei Zeitschriften in Buenos Aires. Sie war Autorin bei La Protesta, Fray Mocho und der Zeitung Crítica. Sie schrieb Gedichte, Geschichten, Theaterstücke und arbeitete als Journalistin, um ihren Lebensunterhalt zu verdienen. In der Redaktion der Zeitung Crítica lernte sie deren Besitzer Natalio Botana kennen. Botana adoptierte ihren Sohn und zusammen bekamen sie zwei Söhne und eine Tochter. Nach der Geburt ihrer Tochter heiratete sie Botana.
1930 führte General José Félix Uriburu in Argentinien den ersten Putsch des 20. Jahrhunderts aus, den die Zeitung Crítica zunächst unterstützte. Als die Zeitschrift sich gegen seine Regierung aussprach, schloss Uriburu 1931 die Zeitung und Onrubia wurde zusammen mit 30 anderen Journalisten inhaftiert. Schriftsteller wie Jorge Luis Borges und Roberto Arlt wurden gebeten, einen Brief an den Präsidenten zu schicken, in dem sie um ihre Freilassung baten, ein Vorhaben, was sie jedoch ablehnte.
Nachdem Agustín Pedro Justo Präsident geworden war, wurde Onrubia aus der Haft entlassen und sie ging mit ihrem Mann nach Uruguay und nach Europa ins Exil. Sie kehrte dann mit ihrem Mann nach Argentinien zurück. Nach dem Tod ihres Mannes 1941 bei einem Autounfall führte Onrubia 22 Jahre lang die Zeitung weiter und war die erste Frau in Argentinien, die eine Zeitung leitete.
Die Zeitung wurde 1951 von der peronistischen Regierung enteignet, wodurch die Familie nach und nach ihr gesamtes Vermögen verlor.
Der Sohn ihrer Tochter war der Comiczeichner, Autor und Schauspieler Copi.

## Veröffentlichungen (Auswahl)
- Las Descentradas. Tantalia/Crawl, 2006, ISBN 978-9872280925.
- Las Descentradas y Otras Piezas Teatrales. Colihue, 2014, ISBN 978-9505639137.
- La rueca milagrosa
- El misal de mi yoga
- Akasha